# ابراهیم لقانی
ابراهیم لَقانی ملقب به برهان‌الدین (؟ -۱۶۳۱م) (نسب: ابراهیم بن ابراهیم بن حسن) فقیه مالکی، صوفی و شاعر مصری در سدهٔ یازدهم هجری بود. در روستای لقانه از استان بحیره، مصر کنونی زاده شد و در نزدیکی عقبه پس از حج درگذشت.

## آثار
- جوهرة التوحید: منظومهٔ شعری در عقاید اسلامی
- بهجة المحافل:
- نشر المآثر فیمن أدرکتهم من علماء القرن العاشر: مجموعه زندگی‌نامه‌های علمای سدهٔ یازدهم هجری، آن را به پایان نبرد.
- قضاء الوطر: حاشیه‌ای بر مصطلح الحدیث از ابن حجر عسقلانی